# Gran Premio de Trois-Rivières

Mapa del circuito callejero de Trois-Rivières.

El Gran Premio de Trois-Rivières es una carrera de automovilismo de velocidad que tiene lugar desde el año 1968 en Trois-Rivières, provincia de Quebec, Canadá. El circuito es callejero y mide 2.448 metros de largo. La carrera se celebra a fines de julio o principios de agosto, con la presencia de pilotos canadienses de otra categorías.
La Fórmula Atlantic ha sido la categoría estrella del Gran Premio de Trois-Rivières. La Indy Lights disputó al competencia desde 1996 hasta 1998, y luego en 2011. La Star Mazda disputó una carrera de exhibición en 2005, y tiene una fecha puntuable desde 2006.
La Grand-Am Rolex Sports Car Series compitió en Trois-Rivières en 2000 y 2001, y la American Le Mans Series en 2002 y 2003. Anteriormente lo hizo la Trans-Am, la CanAm y más recientemente la NASCAR Canada Series (en 2001 y a partir de 2006) y el Grand-Am Sports Car Challenge (en 2001 y desde 2005 hasta 2010). En 2014 corrió allí el Campeonato Mundial de Rallycross.

## Ganadores recientes

### Fórmula Atlantic
| Año  | Piloto              |
| ---- | ------------------- |
| 1996 | Patrick Carpentier  |
| 1997 | Alex Tagliani       |
| 1998 | Alex Tagliani       |
| 1999 | Anthony Lazzaro     |
| 2000 | Buddy Rice          |
| 2001 | Hoover Orsi         |
| 2002 | Michael Valiante    |
| 2003 | A. J. Allmendinger  |
| 2008 | Jonathan Bomarito   |
| 2009 | Simona de Silvestro |

### Indy Lights
| Año  | Piloto             |
| ---- | ------------------ |
| 1996 | Hélio Castroneves  |
| 1997 | Tony Kanaan        |
| 1998 | Cristiano da Matta |
| 2011 | Esteban Guerrieri  |
| 2012 | Tristian Vautier   |

### Star Mazda
| Año  | Piloto        |
| ---- | ------------- |
| 2005 | Luis Schiavo  |
| 2006 | Matt Varsha   |
| 2007 | Ron White     |
| 2008 | Peter Dempsey |
| 2009 | Alex Ardoin   |
| 2010 | Alex Ardoin   |

### Sport prototipos
| Año                              | Pilotos                          | Pilotos                          | Automóvil                        | Equipo                           |
| Grand-Am Rolex Sports Car Series | Grand-Am Rolex Sports Car Series | Grand-Am Rolex Sports Car Series | Grand-Am Rolex Sports Car Series | Grand-Am Rolex Sports Car Series |
| -------------------------------- | -------------------------------- | -------------------------------- | -------------------------------- | -------------------------------- |
| 2000                             | James Weaver                     | Butch Leitzinger                 | Riley & Scott Mk III Ford        | Dyson Racing Team                |
| 2001                             | James Weaver                     | Butch Leitzinger                 | Riley & Scott Mk III Ford        | Dyson Racing Team                |
| American Le Mans Series          |                                  |                                  |                                  |                                  |
| 2002                             | Tom Kristensen                   | Rinaldo Capello                  | Audi R8 LMP                      | Audi Sport North America         |
| 2003                             | Marco Werner                     | Frank Biela                      | Audi R8 LMP                      | Team Joest                       |

### CASCAR / NASCAR Canada Series
| Año  | Piloto                  |
| ---- | ----------------------- |
| 2001 | Peter Gibbons           |
| 2006 | Don Thomson Jr.         |
| 2007 | Kerry Micks             |
| 2008 | Andrew Ranger           |
| 2009 | Andrew Ranger           |
| 2010 | Andrew Ranger           |
| 2011 | Robin Buck              |
| 2012 | Andrew Ranger           |
| 2013 | D.J. Kennington         |
| 2014 | Louis-Philippe Dumoulin |
| 2015 | Kevin Lacroix           |
| 2016 | Kevin Lacroix           |
| 2017 | Alex Tagliani           |
| 2018 | Alex Tagliani           |